# Jules Tellier
Pour les articles homonymes, voir Tellier.
Jules Tellier est un écrivain, poète et journaliste français, né au Havre le 13 février 1863 et mort à Toulouse le 29 mai 1889.

## Biographie
Jules Tellier entre à l’université en 1882 et devient professeur à Cherbourg, à Langres, à Constantine et à Moissac (1885-1887). Puis il se rend à Paris et collabore au journal Le Parti national.
Il meurt le 29 mai 1889 de la fièvre typhoïde à l'hôpital de Toulouse, alors qu'il rentrait d'un voyage en Algérie et en Espagne.
Le musée d'art moderne André-Malraux du Havre conserve un buste de Jules Tellier par Antoine Bourdelle (1895).

## Publications
- Les Brumes, Paris, Alphonse Lemerre, 1883 ;
- Nos poètes, Paris, A. Dupret, 1888 (en ligne sur wikisource) ;
- Reliques, Évreux, Hérissey, 1890 : Recueil posthume publié par Raymond de La Tailhède.
- Jules Tellier, ses Œuvres publiées par Raymond de La Tailhède, 2 volumes, Émile Paul Frères éditeurs, 1923-1925.